# Centrale thermique d'Ironbridge
La centrale thermique d'Ironbridge est une centrale thermique au Royaume-Uni. 
La construction de la centrale commence en 1962. Elle est couplée au réseau en 1969. C'est l'une des plus puissantes centrales thermiques du Royaume-Uni, capable d'alimenter l'équivalent de 750 000 foyers.
Conçue pour brûler de la houille, elle est convertie en 2013 à la combustion de granulés de bois. Elle est arrêtée le 20 novembre 2015, lorsqu'elle atteint la limite des 20 000 heures de production autorisées par une directive européenne. Au moment de son arrêt, 130 personnes y travaillent, bien moins que les 400 qui y étaient employées lors de son pic d'activité.
La démolition commence peu après. Les dernières, et plus spectaculaires, étapes sont le dynamitage des 4 tours aéroréfrigérantes le 6 décembre 2019, et de la cheminée de 204 m de haut le 3 septembre 2021.